# Andrés Pérez de Herrasti
Andrés Perez de Herrasti y Pulgar Viedma (Granada, 6 de març de 1750 - Barcelona, 24 de gener de 1818), va ser un general espanyol. Se'l coneix per haver dirigit la defensa de Ciudad Rodrigo durant el setge dels francesos a la ciutat en 1810.

## Biografia

### Origen i carrera militar
Andrés Pérez de Herrasti va nàixer el 6 de març de 1750 en Granada en el si d'una família aristocràtica. El seu pare era descendent de Domingo Pérez de Herrasti, cavaller participant en la guerra de Granada de 1492 i la seva mare era descendent d'Hernán Pérez del Pulgar, que també va ser cavaller al servei dels Reis Catòlics. En 1762 el jove Andrés va entrar com a cadet en el regiment provincial de Granada, que va abandonar en 1764 per a ingressar en el regiment de la Guàrdia Reial espanyola.
En 1775 va participar en la seva primera acció militar: l'expedició a Alger que va acabar resultat un desastre i en el curs de la qual va resultar ferit. Va ascendir a tinent en 1776, i participa en el setge de Gibraltar de 1779-83 i després en el d'Orà de 1791. Oficial competent i valerós va ser tingut en alta estima pels seus superiors que el van considerar per a l'ascens. Es va convertir en coronel del seu regiment. Va ser fet presoner pels francesos al maig de 1794 en el curs de la guerra del Rosselló. Anys després lluita al seu costat i contra Portugal durant la guerra de les Taronges, especialment en els combats de Jarde i de Villaviciosa. Després de 1795 passa a ocupar el lloc de general de brigada de l'exèrcit espanyol.

### Durant la guerra del francès
A principis de 1808, la tensió que enfrontava al rei d'Espanya Carles IV i al seu fill Ferran, príncep d'Astúries i la impopularitat del primer ministre Manuel Godoy van conduir al motí d'Aranjuez del 17 de març, un colp orquestrat per les elits del país per a forçar al rei a abdicar. Enmig d'aquest esdeveniment històric el primer batalló de la Guàrdia Reial manat per Pérez de Herrasti va arrestar Godoy. Açò va precipitar l'accessió al tron del príncep Ferran abans que la ingerència de Napoleó Bonaparte acabés amb la família reial a les seves mans i amb el control francès del país.
Pérez de Herrasti i el seu batalló no van participar en l'aixecament del 2 de maig de 1808. Van passar a formar part de l'exèrcit del centre (manat pel general Castaños) i van lluitar en la batalla de Tudela el 23 de novembre. Encara que l'enfrontament va concloure amb una derrota espanyola, Pérez de Herrasti es va distingir pel seu valor el dia de Nadal a Tarancón on, amb 300 homes va plantar a cara als dragons del general Perreimond. Va ser ascendit a mariscal en 1809 com recompensa per aquest èxit.
El 15 de març de 1809, transferit al cos del marquès de la Romana amb caserna general a Gijón, va fer viatge fins a Cadis i va prendre el vaixell per a arribar a la seva destinació però entretant la ciutat va caure en mans dels francesos i va haver de tornar enrere i sol·licitar una nova destinació. Finalment el general va passar a l'exèrcit del duc del Parc i amb ell va participar en la victòria espanyola de Tamames el 18 d'octubre. L'endemà passat es va convertir en governador de Ciudad Rodrigo. Pérez de Herrasti va dirigir la defensa d'aquesta plaça del setge realitzat entre el 26 d'abril i el 9 de juliol de 1810 per tropes franceses i comandades pel mariscal de camp Michel Ney. Les tropes franceses estaven compostes per 65.000 membres, mentre la guarnició defensora de la ciutat eren 5500 espanyols. El 1815 fou provisionalment capità general de Catalunya fins que ho va ocupar el general Castaños.